# العرفان (مجلة)
أصدرها الشيخ أحمد عارف الزين وهو في سن السادسة والعشرين منفرداً، ولم يكن في سعة من المال. بل كان، بتعبير الشيخ سليمان ضاهر، :«مديوناً لا لأجل الإنفاق على أسرته، بل على المجلة نفسها».
بدأت بالصدور في 5 شباط 1909م. في سنتها الأولى كانت تصدر في بيروت. في عام 1910م تم تأسيس مطبعة العرفان في صيدا، وانتقل إصدار المجلة إلى صيدا.
بعدما توفي الشيخ أحمد عارف الزين انتقلت إدارتها إلى نجله نزار من العام 1960 حتى العام 1981. في العام 1982 واكب صدور المجلة السيد فؤاد الزين وهو حفيد الشيخ أحمد عارف الزين، إلى أن توقفت عن الصدور في العام 1996. أقفلت صفحاتها في العام 1996، عقب ظروف مادية صعبة.
كانت المجلة تُعنى بالقضايا الفكرية والتاريخية والأدبية، لا سيما ما يتعلّق بتراث جبل عامل وساهم في تحريرها العديد من الطاقات العاملية مما دفع باتجاه نهضة أدبية وعلمية في جبل عامل. من أبرز من كتب فيها: الشيخ سليمان ضاهر، الأديبة زهرة الحر، الشيخ أحمد رضا، محمد جابر آل صفا وغيرهم.

## وصلات خارجية
دراسة تاريخية حول مجلة العرفان اللبنانية - جاسب الخفاجي -